# アレクサンダー・ベアリング (初代アシュバートン男爵)
初代アシュバートン男爵アレクサンダー・ベアリング（英: Alexander Baring, 1st Baron Ashburton.PC、1774年10月27日 - 1848年5月13日）は、イギリスの銀行家、貴族、政治家。
アメリカ合衆国に造詣が深く、ベアリングス銀行のアメリカ進出を進めた。

## 経歴
1774年10月27日、ベアリングス銀行の創設者である初代準男爵サー・フランシス・ベアリングとその妻ハリエット（旧姓ヘリング）の次男として生まれる。兄に準男爵位を継承するサー・トマス・ベアリングがいるが、兄は東インド会社に勤務していたため、弟であるアレクサンダーが若い頃から銀行家として訓練を受けた。
19世紀に入ってまもない頃に父が引退すると、長兄トマス、長弟ヘンリーとともにベアリングス銀行を継承した。これに伴って1807年に「ベアリング・ブラザーズ」と社名を変更している。兄弟の中でも彼が最も主導的で1810年の父の死で代わってベアリングス銀行頭取となる。
アレクサンダーはアメリカ進出を積極的に推し進めた。建国されたばかりのアメリカ合衆国のロンドンにおける代理人となり、1803年にはアメリカがフランスからルイジアナを買収できるよう取り計らい、その代金であるアメリカ政府債の発行の引受を行っている。1828年にはアメリカでのビジネス拡大を狙ってアメリカ人銀行家ジョシュア・ベイツをベアリング家以外から初めてパートナーに迎え入れた。その後の1830年に経営から引退している。
1806年にトーントン選挙区から庶民院議員に初当選して以来（1826年まで同選挙区から当選、1826年から1831年までキャリントン選挙区、1831年から1832年までセットフォード選挙区、1832年から1835年まで北エセックス選挙区から選出される）、政界でも商業関連の問題で積極的に活動している。
1834年から1835年にかけては第2代準男爵サー・ロバート・ピールの第1次内閣で通商長官と造幣長官を務めた。
1835年4月10日に「カウンティ・オブ・デヴォンにおけるアシュバートンのアシュバートン男爵（Baron Ashburton, of Ashburton in the County of Devon）」に叙され、貴族院議員に列した。
英領カナダとアメリカ合衆国の国教紛争をめぐって1842年にはアメリカに特使として派遣され、ウェブスター＝アッシュバートン条約を締結した。
大英博物館やナショナル・ギャラリーの管財人も務めた。
1848年5月13日に孫に当たる第4代バス侯爵ジョン・シンの邸宅ロングリートで死去。爵位は長男ビンガムが継承した。

## 栄典

### 爵位
- 1835年4月10日、初代アシュバートン男爵（連合王国貴族爵位）[6]

### その他
- 1834年12月15日、枢密顧問官（PC）[6]

## 家族
1798年にペンシルバニア州選出のアメリカ上院議員ウィリアム・ビンガムの娘アン・ルイーゼと結婚し、彼女との間に5男4女を儲けた。
- 第1子(長男)：第2代アシュバートン男爵ビンガム・ベアリング（英語版） (1799–1864)
- 第2子(次男)：第3代アシュバートン男爵フランシス・ベアリング（英語版） (1800–1868)
- 第3子(長女)：ハリエット・ベアリング閣下 (1804-1892)：第3代バス侯爵ヘンリー・シン（英語版）と結婚。
- 第4子(三男)：フレデリック・ベアリング閣下 (1806–1868)
- 第5子(次女)：アン・ユージェニー・ベアリング閣下 (-1839)：ハンフリー・セント・ジョン＝マイルドメイ（英語版）と結婚。
- 第6子(四男)：アレクサンダー・ベアリング閣下 (1810-1832)
- 第7子(五男)：アーサー・ベアリング閣下 (1818-1838)
- 第8子(三女)：ルイーザ・エミリー・ベアリング閣下 (-1888)
- 第9子(四女)：リディア・エミリー・ベアリング閣下 (-1868)